# Michael Gebhardt
Michael William „Mike“ Gebhardt (* 25. November 1965 in Columbus) ist ein ehemaliger US-amerikanischer Windsurfer.

## Erfolge
Michael Gebhardt, der für den Ft. Walton Yacht Club startete, nahm viermal an Olympischen Spielen teil. 1988 belegte er in Seoul in der Bootsklasse Lechner A-390 hinter Bruce Kendall und Jan Boersma mit 48 Punkten den dritten Platz, womit er die Bronzemedaille gewann. Vier Jahre darauf gewann er in Barcelona hinter Franck David und vor Lars Kleppich als Zweiter die Silbermedaille. Mit einer Gesamtpunktzahl von 71,1 Punkten blieb er nur knapp hinter David, der auf 70,7 Zähler kam. Entscheidend war dabei Davids Sieg beim abschließenden zehnten Rennen, bei dem Gebhardt nur Dritter wurde. Bei den Olympischen Spielen 1996 in Atlanta wurde er in der Bootsklasse Mistral Sechster, bei seiner letzten Olympiateilnahme im Jahr 2000 in Sydney schloss er die Windsurfwettkämpfe in auf dem zehnten Rang ab. Bei Weltmeisterschaften war sein größter Erfolg der dritte Platz 1993 in Kashiwazaki. Bereits 1987 sicherte er sich bei den Panamerikanischen Spielen in Indianapolis die Goldmedaille. Weitere Medaillen sammelte er 1995 in Mar del Plata mit Silber und 1999 in Winnipeg mit Bronze.